# Snowboard-Juniorenweltmeisterschaften 2026
Die 30. Snowboard-Juniorenweltmeisterschaften sollen vom 2. bis zum 7. März 2025 in den Park&Pipe Disziplinen Slopestyle, Big Air, Halfpipe und Rail in Calgary (Kanada) stattfinden. 

## Programm
Erstmals sollen Wettkämpfe im Rail Event ausgetragen werden. 